# Hugh Morgan
Hugh "Huey" Thomas Ángel Munger Díaz Morgan (New York, 8 augustus 1968) is de frontman-gitarist van de in Groot-Brittannië gevestigde New Yorkse rock- en hiphopgroep Fun Lovin' Criminals.
Morgan is half Puerto Ricaans en half Iers. In zijn jeugd kwam hij in aanraking met justitie. Een rechter gaf hem uiteindelijk de keuze tussen de gevangenis of toetreding tot de marine. Hij koos voor de een leven als marinier. Deze gebeurtenis wordt bezongen in het nummer "The Grave And The Constant".
In 1993 vormde Morgan de Fun Lovin' Criminals met Brian Leiser en Steve Borgovini.
Sinds 2008 werkt hij geregeld als radio-diskjockey voor de BBC (allereerst met zijn eigen radioprogramma The Huey Show bij BBC 6 Music), later werd hij ook medepresentator bij Sky1.
Morgan woonde in Dublin (Ierland), waar hij mede-eigenaar was van The Voodoo Lounge, The Dice Bar en DiFontaine's Pizza Place. Hij woont nu in Londen met zijn Britse vrouw.